# Plymouth Argyle Football Club
Pour les articles homonymes, voir Argyle.
Maillots
Le Plymouth Argyle Football Club est un club anglais de football fondé en 1886 et basé dans la ville de Plymouth.

## Repères historiques
Le club est fondé en septembre 1886 sous le nom d’« Argyle Football Club » par d'anciens étudiants voulant poursuivre la pratique du football hors du cadre scolaire.
Le club adopte un statut professionnel en 1903 et se voit rebaptisé Plymouth Argyle FC. Il rejoint la League (troisième division) en 1920.

### De descente aux enfers à retour au paradis (depuis 2009)
En 2010, Plymouth est relégué en EFL League One (troisième division anglaise). En 2011, le club est à nouveau relégué en EFL League Two (quatrième division anglaise).
Durant les saisons 2012-2013 et 2013-2014, Plymouth frôle la relégation en National League, la cinquième division anglaise.
En 2017, le club est finalement promu en EFL League One (troisième division anglaise), mais est à nouveau relégué en EFL League Two (quatrième division anglaise) en 2019.
À l'issue de la saison 2019-2020, Plymouth est promu en EFL League One (troisième division anglaise). Le 29 avril 2023, Plymouth s'impose un but à zéro grâce à Niall Ennis (en), ce qui permet à Plymouth de retrouver le Championship treize ans après l'avoir quitté.
Le 9 février 2025, Plymouth (lanterne rouge de Championship, avec 25 points en 30 matchs) élimine Liverpool (leader de Premier League, avec 56 points en 23 matchs) en seizième de finale de la FA Cup.
À l'issue de la saison 2024-2025, le club est relégué en EFL League One (troisième division anglaise).

## Palmarès et statistiques

### Palmarès
| Compétitions nationales | Compétitions régionales |
| - Championnat d'Angleterre de troisième division (2) : - Champion : 2003-2004 et 2022-2023. - Vice-champion : 1974-1975 et 1985-1986. - Championnat d'Angleterre de quatrième division (1) : - Champion : 1958-1959 et 2001-2002. | - Championnat d'Angleterre de troisième division-Sud (2) : - Champion : 1929-1930 et 1951-1952. - Vice-champion : 1921-1922, 1922-1923, 1923-1924, 1924-1925, 1925-1926 et 1926-1927. |

### Bilan par saison
|           | I | II | III | IV | Points | J  | V  | N  | D  | B.p. | B.c. | Diff. |
| --------- | - | -- | --- | -- | ------ | -- | -- | -- | -- | ---- | ---- | ----- |
| 2020-2021 |   |    | 18  |    | 60 pts | 46 | 14 | 11 | 21 | 53   | 80   | -27   |
| 2019-2020 |   |    |     | 3  | 68 pts | 37 | 20 | 8  | 9  | 61   | 39   | +22   |
| 2018-2019 |   |    | 21  |    | 50 pts | 46 | 13 | 11 | 22 | 56   | 80   | -24   |
| 2017-2018 |   |    | 7   |    | 68 pts | 46 | 19 | 11 | 16 | 58   | 59   | -1    |
| 2016-2017 |   |    |     | 2  | 87 pts | 46 | 26 | 9  | 11 | 71   | 46   | +25   |
| 2015-2016 |   |    |     | 5  | 81 pts | 46 | 24 | 9  | 13 | 72   | 46   | +26   |
| 2014-2015 |   |    |     | 7  | 71 pts | 46 | 20 | 11 | 15 | 55   | 37   | +18   |
| 2013-2014 |   |    |     | 10 | 60 pts | 46 | 16 | 12 | 18 | 51   | 58   | -7    |
| 2012-2013 |   |    |     | 21 | 52 pts | 46 | 13 | 13 | 20 | 46   | 55   | -9    |
| 2011-2012 |   |    |     | 21 | 46 pts | 46 | 10 | 16 | 20 | 47   | 64   | -17   |
| 2010-2011 |   |    | 23  |    | 42 pts | 46 | 15 | 7  | 24 | 51   | 74   | -23   |
| 2009-2010 |   | 23 |     |    | 41 pts | 46 | 11 | 8  | 27 | 43   | 68   | -25   |
| 2008-2009 |   | 21 |     |    | 51 pts | 46 | 13 | 12 | 21 | 44   | 57   | -13   |
| 2007-2008 |   | 10 |     |    | 64 pts | 46 | 17 | 13 | 16 | 60   | 50   | +10   |
| 2006-2007 |   | 11 |     |    | 67 pts | 46 | 17 | 16 | 13 | 63   | 62   | +1    |
| 2005-2006 |   | 14 |     |    | 56 pts | 46 | 13 | 17 | 16 | 39   | 46   | -7    |

### Entraîneurs
Le tableau suivant présente la liste des entraîneurs du club depuis 1903.
| Rang | Nom               | Période               |
| ---- | ----------------- | --------------------- |
| 1    | Frank Brettell    | août 1903-mai 1905    |
| 2    | Bob Jack          | août 1905-mai 1906    |
| 3    | William Fullarton | août 1906-mai 1907    |
| 4    | Committee         | août 1907-mai 1910    |
| 5    | Bob Jack          | août 1910-mai 1938    |
| 6    | Jack Tresadern    | août 1938-août 1957   |
| 7    | Jimmy Rae         | sept. 1938-janv. 1955 |
| 8    | Jack Rowley       | fév. 1955-mars 1960   |
| 9    | Neil Dougall      | mars 1960-nov. 1961   |
| 10   | Ellis Stuttard    | nov. 1961-oct. 1963   |
| 11   | Andy Beattie      | oct. 1963-mai 1964    |
| 12   | Malcolm Allison   | mai 1964-avr. 1965    |
| 13   | Derek Ufton       | mai 1965-févr. 1968   |
| 14   | Billy Bingham     | fév. 1968-mars 1970   |

| Rang | Nom             | Période              |
| ---- | --------------- | -------------------- |
| 15   | Ellis Stuttard  | mars 1970-oct. 1972  |
| 16   | Tony Waiters    | oct. 1972-avr. 1977  |
| 17   | Mike Kelly      | mai 1977-fév. 1978   |
| 18   | Malcolm Allison | mars 1978-janv. 1979 |
| 19   | Bobby Saxton    | janv. 1979-mai 1981  |
| 20   | Bobby Moncur    | juin 1981-sept. 1983 |
| 21   | Johnny Hore     | oct. 1983-oct. 1984  |
| 22   | Dave Smith      | nov. 1984-juin 1988  |
| 23   | Ken Brown       | juil. 1988-fév. 1990 |
| 24   | David Kemp      | mars 1990-fév. 1992  |
| 25   | Peter Shilton   | mars 1992-janv. 1995 |
| 26   | Steve McCall    | janv. 1995-mars 1995 |
| 27   | Neil Warnock    | juin 1995-fév. 1997  |
| 28   | Mick Jones      | fév. 1997-juin 1998  |

| Rang | Nom               | Période                       |
| ---- | ----------------- | ----------------------------- |
| 29   | Kevin Hodges      | juin 1998-oct. 2000           |
| 30   | Paul Sturrock     | oct. 2000-mars 2004           |
| 31   | Bobby Williamson  | avr. 2004-sept. 2005          |
| 32   | Tony Pulis        | sept. 2005-juin 2006          |
| 33   | Ian Holloway      | juin 2006-nov. 2007           |
| 34   | Paul Sturrock     | nov. 2007-déc. 2009           |
| 35   | Paul Mariner      | déc. 2009-mai 2010            |
| 36   | Peter Reid        | juin 2010-sept. 2011          |
| 37   | Carl Fletcher     | sept. 2011-janv. 2013         |
| 38   | John Sheridan     | janv. 2013-mai 2015           |
| 39   | Derek Adams       | juin 2015-avr. 2019           |
| 40   | Ryan Lowe         | juin 2019 - décembre 2021     |
| 41   | Steven Schumacher | décembre 2021 - décembre 2023 |
| 42   | Ian Foster        | janvier - avril 2024          |
| 43   | Wayne Rooney      | mai - décembre 2024           |
| 44   | Miron Muslić      | janvier 2025-mai 2025         |
| 45   | Tom Cleverley     | juillet 2025-                 |

### Joueurs emblématiques
- Lilian Nalis
- Paul Mariner
- Gary Nelson
- David Friio
- Nadjim Abdou
- Luke McCormick
- Bruce Grobbelaar
- Émile Mpenza
- Romain Larrieu
- David Jack
- Peter Shilton
- John Uzzell
- Taribo West
- Ákos Buzsáky
- Dean Blackwell
- Bill Harper
- David Provan
- Micky Quinn
- Jason Dodd
- Bobby Stuart

## Structure du club

### Équipementiers et sponsors
Depuis la saison 2011-2012 l'équipementier du club est Puma.